# فرانك دين
فرانك دين (بالإنجليزية: Frank Dane)‏ هو ممثل بريطاني (وحمل سابقاً جنسية المملكة المتحدة لبريطانيا العظمى وأيرلندا)، ولد في 7 يونيو 1885، وتوفي في 1957.

## وصلات خارجية
- فرانك دين على موقع IMDb (الإنجليزية)
- فرانك دين على موقع أول موفي (الإنجليزية)
- فرانك دين على موقع قاعدة بيانات الفيلم (الإنجليزية)